# Va Savoir
Va Savoir ist ein französischer Spielfilm von Jacques Rivette aus dem Jahr 2001.

## Handlung
Nach drei Jahren Abwesenheit kehrt Schauspielerin Camille für ein Gastspiel erstmals wieder nach Paris zurück. Die Gruppe um den Theaterleiter Ugo, der Camilles Partner ist, führt Luigi Pirandellos Stück Come tu mi vuoi in italienischer Sprache auf und wird in wenigen Tagen nach Wien weiterreisen. Für Camille ist die Rückkehr nach Paris mit gemischten Gefühlen verbunden, hat sie doch damals ihren Geliebten Pierre zurückgelassen, mit dem sie mehrere Jahre zusammengelebt hat. Sie sucht nach einigem Zögern Pierre auf, trifft zunächst auf seine neue Freundin Sonia, die Ballettunterricht gibt, und später auf Pierre. Er schreibt immer noch an seiner Dissertation über Martin Heidegger und unterrichtet zur Finanzierung Philosophie an einer Schule. Das erste Treffen zwischen Camille und Pierre verläuft distanziert.
Ugo ist unterdessen in einer Bibliothek unterwegs, sucht er doch nach dem Manuskript eines Goldoni-Stücks mit dem Titel Il destino veneziano, das nie veröffentlicht wurde. Es wird vermutet, dass Goldoni das Stück einst einem gewissen Nicolas Vernet geschenkt hat. Es ist Ugos Traum, das Stück eines Tages zu finden und als erster auf die Bühne zu bringen. In der Bibliothek lernt er die junge Dominique, genannt Do, kennen. Sie rät ihm, Handschriftensammler aufzusuchen. Über Umwege findet er heraus, dass der Vernet-Nachlass in der Wohnung von Madame Desprez zu finden sei, und jene Madame Desprez ist, wie sich herausstellt, Dos Mutter. So treffen sich beide wieder und verbringen viele Stunden damit, in der Bibliothek Vernets nach dem Manuskript zu suchen. Dabei kommen sie sich näher, wobei die Initiative von Do ausgeht. Sie reagiert zunächst frustriert, als Ugo ihre Avancen nicht ernst nimmt. Ihr Halbbruder Arthur wacht einerseits über seine Schwester. Andererseits lässt er hin und wieder wertvolle Stücke der Vernet-Bibliothek mitgehen, um sie an Sammler zu verkaufen und so seinen Lebensunterhalt zu finanzieren. Arthur verehrt Pierres Freundin Sonia und steigt ihr seit längerer Zeit nach. Sonia weist ihn jedoch ein ums andere Mal ab.
Camille lädt Pierre und Sonia ins Theater ein, doch nur Pierre erscheint. Die Aufführung ist wie an allen Abenden nur spärlich besucht. Pierre lobt Camilles Spiel und lässt von Sonia ausrichten, dass sie Camille und Ugo gern zum Abendessen einladen würde. Ugo kommt nicht nur verspätet, sondern reagiert als eingeladener Gast im Gespräch beim Abendessen auch ein ums andere Mal Pierre gegenüber bewusst schroff, fast unhöflich, was Camille unangenehm ist. Sie begibt sich am nächsten Tag zu Sonia und entschuldigt sich für den Abend, doch Sonia fand die gemeinsame Runde unterhaltsam. Sie hat noch eine Verabredung, sodass beide nicht gemeinsam essen gehen können. In einer Bar sieht Camille Sonia später in enger Umarmung mit Arthur. Der wiederum hat es eigentlich nur auf Sonias wertvollen Diamantring abgesehen und fertigt heimlich einen Abdruck an. Später sediert er Sonia und tauscht ihren Ring gegen eine billige Kopie aus. Sonia ist verzweifelt, hat der Ring für sie doch eine sehr emotionale Bedeutung. Camille verspricht, den Ring wiederzuholen, hat Arthur doch bereits begonnen, nun mit ihr zu flirten. Sie sucht Arthur auf und stellt ihn vor die Wahl: Er könne eine einzige Nacht mit ihr verbringen, oder aber sie gehe augenblicklich. Er wählt die Nacht und am nächsten Morgen durchsucht Camille seine Wohnung. Sie findet den Ring im Mehlbehälter.
Camille ist unsicher, ob sie mit der Theatertruppe weiter nach Wien reisen will. Denn sie wollte sich mit Pierre aussprechen und einen Schlussstrich ziehen, doch er hat ihr versichert, sie nach all den Jahren immer noch zu lieben und nicht weggehen lassen zu wollen. Er hat sie sogar in seiner Wohnung eingesperrt, doch sie konnte über ein Dachfenster fliehen. Nun ist sie unsicher, was auch Ugo bemerkt. Er sucht Pierre auf und fordert ihn zum „Duell“. Sie treffen sich auf dem Schnürboden des Theaters und jeder trinkt eine Flasche Wodka aus. Wer zuerst hinunterstürzt, hat nach den Regeln verloren. Es ist Pierre, der fällt – aber nicht auf den Boden der Theaterbühne, sondern in ein von Ugo vorsorglich aufgespanntes Netz. Do hat unterdessen das gesuchte Goldoni-Stück unter den Kochbüchern der Familie gefunden, das nicht Il destino veneziano heißt, sondern Il festino veneziano – und bringt es dem nach dem Duell betrunkenen Ugo. Der ist überglücklich. Camille überreicht Sonia ihren Ring, der für Sonia das einzige Erinnerungsstück an ihre bewegte Vergangenheit ist. Sie hat aber in der Zwischenzeit erkannt, dass sie ohne den Ring viel leichter leben kann, und so schenkt sie ihn Camille. Die wiederum gibt ihn an Ugo weiter, der den Ring verkaufen und so die finanziell angeschlagene Theatergruppe retten kann. Camille hat sich also entschieden, bei der Truppe und bei Ugo zu bleiben. – Passend zu all dem erklingt, von Peggy Lee gesungen, das Lied Senza fine.

## Produktion
- Der Film war ursprünglich 3 Stunden 40 Minuten lang, doch Rivette hat ihn, gemäß Vertrag mit den Ko-Produzenten[1], für die Kinoaufführung auf rund 150 Minuten gekürzt. Als Director’s Cut lief der Film im Kino jedoch unter dem Titel Va Savoir + auch in Originallänge.[2][3]
- Va Savoir feierte am 16. Mai 2001 auf den Internationalen Filmfestspielen von Cannes Premiere und kam am 10. Oktober 2001 in die französischen Kinos. Am 27. Juni 2002 lief der Film in Deutschland an. 2008 erschien er mit drei weiteren Rivette-Werken auf der DVD-Collection Jacques Rivette: Vier Meisterwerke in der gekürzten Kinofassung. Im Fernsehen lief der Film auch unter dem Titel Va Savoir – Keiner weiß mehr.[4]

## Verschiedenes
- Va Savoir nimmt wie zahlreiche Filme Rivettes Elemente des Theaters in die Filmhandlung auf. „Rivette liebt das Theater, weil es so künstlich ist, macht aber eben deshalb selbst lieber Filme; und er liebt es, weil er die Komödiantinnen liebt“, so Urs Jenny[2]. Waren es in den Filmen zuvor Theaterproben (von Paris nous appartient bis La Bande des quatre), Improvisationen (zum Beispiel in Out 1) und einmal die Einstudierung eines Stücks Zimmertheater (in L’amour par terre), so sind es in Va Savoir Ausschnitte aus Aufführungen einer fertigen Inszenierung vor Publikum. Es handelt sich um Pirandellos Stück Come tu mi vuoi, in dem Camille auf der Bühne die namenlose Hauptdarstellerin verkörpert. Regisseur der inszenierten Ausschnitte des Stücks war, wie fiktiv im Film Ugo Bassani, real dessen Darsteller Sergio Castellito[5].
- Va Savoir wurde im August–September 2000 an Originalschauplätzen in Paris gedreht. Die Bibliothek, in der Do arbeitet und wo Ugo seine Suche nach dem Goldoni-Manuskript beginnt, ist die Bibliothèque de l’Arsenal. Das Theater, in dem Ugos Truppe „Repubblica del Teatro di Torino“ gastiert, ist das Théâtre de la Porte Saint-Martin.
- Das Theaterstück im Film, Pirandellos Come tu mi vuoi, war selbst einmal Vorlage für eine filmische Adaption – für den Film As You Desire Me (Wie Du mich wünschst) aus dem Jahr 1932 mit Greta Garbo in der Hauptrolle.

## Kritik
- Für den film-dienst war Va Savoir eine „klug inszenierte, geistreich geschriebene und überzeugend gespielte Tragikomödie […], die die Welt des Theaters nicht nur als elegantes Zwischenspiel, sondern auch als spannenden Spiegel der Dialektik zwischen Schein und Sein nutzt. “[6]
- Spiegel nannte den Film einen „stilvollen Beziehungsreigen“.[7]
- Hanns Zischler fasste seinen Eindruck des Films in diesem Satz zusammen: „Wie selten geschieht es, dass man das Kino gar nicht mehr verlassen möchte, weil das Glück, das uns aus einem Film im wörtlichen Sinn entgegenscheint, nicht aufhören soll!“[8]

## Auszeichnungen
Auf den Internationalen Filmfestspielen von Cannes 2001 lief Va Savoir im Wettbewerb um die Goldene Palme. Hélène de Fougerolles erhielt für ihre Darstellung der Dominique 2002 eine Nominierung für einen César als beste Nachwuchsdarstellerin.